# Ramotlabaki
Ramotlabaki è un villaggio del Botswana situato nel distretto di Kgatleng, sottodistretto di Kgatleng. Il villaggio, secondo il censimento del 2011, conta 370 abitanti.

## Località
Nel territorio del villaggio sono presenti le seguenti 13 località:
- Dishage,
- Ditshilo di 4 abitanti,
- Magosana di 6 abitanti,
- Makorwana di 9 abitanti,
- Manong di 19 abitanti,
- Maologane di 11 abitanti,
- Maomane di 15 abitanti,
- Matlhalerwa di 6 abitanti,
- Ntlhopheng di 14 abitanti,
- Pala Camp di 63 abitanti,
- Ratlhokwa di 46 abitanti,
- Sekorola di 6 abitanti,
- Tswaing di 1 abitante